# WOWOW
WOWOW (株式会社WOWOW?) es una plataforma de televisión por satélite japonesa, así como el primer canal de televisión de pago que existe en el país. Comenzó sus emisiones el 30 de noviembre de 1990 y su sede central se encuentra en el distrito de Akasaka, Tokio.
El accionariado de la empresa está compuesto por cadenas de televisión privadas, bancos japoneses e inversores particulares.

## Historia
La empresa fue fundada el 25 de diciembre de 1984 como la Corporación de Radiodifusión por Satélite de Japón, siendo el primer proyecto de televisión por suscripción en Japón. Para su lanzamiento adoptó la marca comercial «WOWOW», un juego de palabras entre el término «World Wide Watching» y la onomatopeya «Wow».
Después de iniciar sus emisiones en pruebas el 30 de noviembre de 1990, el servicio se puso en marcha el 1 de abril de 1991, a través del satélite en señal analógica. En menos de un año la plataforma superó el millón de abonados, y para 1996 ya había rebasado los dos millones. A partir del 2000 puso en marcha sus emisiones de televisión digital, que con el paso del tiempo terminarían reemplazando a la analógica.
En 2011, la plataforma reestructuró su oferta en tres canales en alta definición: WOWOW Prime, WOWOW Live y WOWOW Cinema.

## Servicios
Desde 2011, WOWOW divide su oferta en tres canales de televisión por suscripción en alta definición:
- WOWOW Prime — canal de entretenimiento, es considerada la señal principal del grupo.
- WOWOW Live — acontecimientos en directo, conciertos y retransmisiones deportivas.
- WOWOW Cinema — canal especializado en cine.
- WOWOW Members On Demand — servicio de video bajo demanda, solo disponible en Japón.

La empresa también ofrece sus canales a través de la plataforma Sky Perfect, operadores de televisión por cable, y plataformas de IPTV.

## Programación
La programación de WOWOW está compuesta principalmente por series y películas extranjeras, acontecimientos especiales, deportes, documentales y anime. También cuenta con producción propia, incluyendo su contenedor Drama W, a través de su productora «WOWOW Entertainment», del estudio de cine «WOWOW Films» y de acuerdos con estudios de anime.

## Accionistas
Según el informe financiero anual de 2020, el accionariado de WOWOW se reparte de la siguiente forma:
1. Fuji Media Holdings (21,91%)
2. Tokyo Broadcasting System (16,79%)
3. Nippon Television (9,67%)
4. The Master Trust Bank of Japan (5,18%)
5. State Street Bank and Trust (3,23%)
6. NTT (2,14%)
7. Asahi Shimbun (2,05%)
8. TV Asahi (1,27%)
9. TV Tokyo (1,27%)
10. Nikkei Inc. (1,27%)
11. Yomiuri Shimbun (1,27%)